# نهائي كأس الملك السعودي 1989
نهائي كأس الملك 1989 هي المباراة النهائية لبطولة كأس خادم الحرمين الشريفين الملك فهد ين عبد العزيز، والتي رعاها نيابة عن صاحب السمو الملكي الأمير عبدالله بن عبد العزيز، أقيمت المباراة مساء يوم الأثنين 22 مايو 1989، الموافق 17 شعبان 1409 هجرية على استاد الأمير عبد الله الفيصل بمدينة جدة في السعودية، بين نادي النصر من الرياض ونادي الهلال من الرياض وفاز بها نادي الهلال بعد تغلبه على نادي النصر بنتيجة 3-0.

## الملعب
لعب المباراة على استاد الأمير عبد الله الفيصل في جدة.

## عن الفريقين
| الفريق | نهائيات سابقة (الخط العريض يشير لسنة الفوز)                      |
| ------ | ---------------------------------------------------------------- |
| الهلال | 1961، 1963، 1964، 1968، 1977، 1980، 1981، 1982، 1984، 1985، 1987 |
| النصر  | 1967، 1971، 1973، 1974، 1976، 1981، 1986، 1987                   |

## تفاصيل المباراة
| النصر | 0 - 3 | الهلال                                |
| ----- | ----- | ------------------------------------- |
|       |       | 21' الحبشي · 24' التخيفي · 69' البيشي |